# Олуја мачева
Олуја мачева (енгл. A Storm of Swords) је трећи роман из серијала Песма леда и ватре америчког писца Џорџа Р. Р. Мартина. Први пут је објављена је 8. августа 2000. у Уједињеном Краљевству, а америчко издање је уследило у новембру исте године. Овом роману претходила је новела „Пут змаја” у којој се налазе неке приче које су садржане и у самој Олуји мачева.
У време објављивања, Олуја мачева је био најдужи роман у серији. Био је толико дуг да је у УК издање у меком повезу је подељено на пола: први део је објављен као Челик и снег у јуну 2001. (с посебно дизајнираном новом корицом), а други део као Крв и злато у августу 2001. (с новом корицом). Иста подела је коришћена у Србији, Ирској, Аустралији, Израелу, Пољској и Грчкој. У Француској је роман подељен у четири дела.
Олуја мачева освојила је награду Локус 2001. и награду Гефен за најбољи роман годину дана касније. Роман је номинован за награду Небјула за најбољи роман 2001. Ово је први роман у серијалу који је био номинован за награду Хјуго, једну од две најпрестижније награде за жанр научне фантастике и фантастике, али је то признање те године додељено роману Хари Потер и Ватрени пехар списатељице Џ. К. Роулинг.
Друга експанзија друштвене игре Игра престола која је објављена у јулу 2006. такође носи назив Олуја мачева. Приближно цела прво половина романа (Челик и снег) адаптирана је у трећу сезону Ејч-Би-Оуове телевизијске серије Игра престола, док је друга половина (Крв и злато) постала основа за четврту сезону те серије, а неки и за пету.

## Радња
Олуја мачева наставља причу мало пре краја свог претходника, Судара краљева. У Седам краљевстава Вестероса још траје Рат пет краљева, у којем се Џофри Баратеон и његов стриц Станис Баратеон боре за Гвоздени престо, док су Роб Старк са Севера и Белон Грејџој са Гвоздених острва прогласили своју независност (Станисов брат Ренли Баратеон, пети „краљ”, већ је убијен). У међувремену, велики број дивљана, племена изван северне границе Седам краљевстава, приближава се Зиду који обележава границу, под вођством Менса Рајдера, самопроглашеног „Краља с оне стране Зида”, док малобројна Ноћна стража покушава да их заустави. Коначно, Денерис Таргарјен, ћерка свргнутог бившег краља Вестероса и „мајка” јединих живих змајева на свету, плови на запад, планирајући да поново преузме престо свог покојног оца.

### У Седам краљевстава

#### Речне земље
У очевом замку Брзоречју, Робова мајка Кејтлин Старк ослобађа заробљеног Џејмија Ланистера, Џофријевог „ујака” (заправо његовог биолошког оца) како би обезбедила ослобађање својих ћерки, Сансе и Арје, за које верује да их Ланистери држе као заробљенице у престоници, Краљевој Луци. Џејми је послат на југ, у пратњи Бријене од Опорја. Робова војска се враћа у Брзоречје, пошто је победила ланистерску војску на западу, а Роб открива да се оженио Џејн Вестерлинг, тиме прекршивши обећање да ће за супругу узети ћерку куће Фреја. Ова одлука отуђује и разбесни неке Робове савезнике, слабећи његову војну позицију.
Џејмија и Бријену заробљавају плаћеници који раде за Руза Болтона, који је номинално Робов савезник, али потајно планира да га поткопа како би постао заштитник Севера. Капетан плаћеника Варго Хоут одсеца Џејмију десну шаку. Хоут баца Бријену у јаму са медведом, а Џејми ризикује сопствени живот да би је спасио. Болтон ослобађа Џејмија и Бријену и они путују у Краљеву Луку.
Арју Старк, која путује по Речним земљама, заробљава „Братство без барјака”: банда која брани нижи народ Речних земаља, предвођена лордом Бериком Дондерионом и црвеним свештеником Торосом из Мира. Група хвата Сендора „Псета” Клеганија, Џофријевог бившег телохранитеља, и нуди му суђење за његове злочине у виду борбе. Псето убија Берика, али га Торос васкрсава снагом бога ватре Р'лора. Псето отима Арју и бежи са њом, планирајући да је понуди за откуп.
Да би се вратио на Север и одбранио регион од напада Грејџоја, Робу је потребна подршка Фрејевих. Фрејеви предлажу венчање између Кејтлининог брата Едмура Тулија, сада господара Речних земаља, и једне од ћерки лорда Валдера Фреја, како би надокнадили што је Роб прекршио претходни брачни договор. На свадбеној прослави, Болтонови и Фрејеви се окрећу против Старкова, масакрирајући Робове људе. Роба убија Руз Болтон, док Кејтлин прережу гркљан и њено тело баце у реку; Едмур је остављен жив као талац. Ови догађаји постају познати као Црвена свадба.
Арја и Псето сведоче масакру и беже. Касније, Псето бива рањен у једном окршају, а Арја га напушта. Она одлази бродом у слободни град Бравос, где јој је убица Џакен Х'гар рекао да ће моћи да га пронађе.
У епилогу, реанимирана, али иструлела и унакажена Кејтлин предводи Братство без барјака, и надгледа линч двојице Фрејева који су били присутни на Црвеној свадби.

#### Краљева Лука, Змајкамен и Гнездо соколово
Давос Сиворт, витез и бивши кријумчар, покушава да убије Станисову саветницу Мелисандру, црвену свештеницу Р'лора, окривљујући је за Станисов пораз у његовом претходном нападу на Краљеву Луку. Давос је затворен због издаје, али по Мелисандрином налогу, Станис га ослобађа и именује га за своју десницу. Мелисандра користи крв Едрика Олујног, копилета Станисовог покојног брата краља Роберта, да баци клетву на три супарничка краља. Смрт Белона Грејџоја је пријављена убрзо након тога.
Краљева Лука дочекује нове савезнике Ланистера, Тирелове, као ослободиоце, а краљ Џофри прекида своју веридбу са Сансом у корист Маргери Тирел. Џофријев деда Тивин Ланистер, краљева десница, приморава Сансу да се уда за његовог сина кепеца Тириона, како би Ланистерима омогућио контролу над Севером; али Тирион одбија да конзумира брак против њене воље.
Венчање Џофрија и Маргери одвија се према плану, али, током свадбене гозбе, Џофри бива отрован и умире. Тириона за убиство оптужује његова сестра Серсеи, Џофријева мајка, и наређује његово хапшење. Санса бежи из замка уз помоћ лорда Петира „Малопрстића” Белиша, који јој признаје своју одговорност за Џофријеву смрт, инкриминишући и Маргерину баку Олену. Малопрстић и Санса одлазе из Краљеве Луке у Гнездо соколово, дом Кејтлинине сестре Лизе Ерин.
Након што Белон, Роб и Џофри умру, као што је Мелисандра предвидела, Давос кријумчари Едрика на сигурно како би спречио Мелисандру и Станиса да га жртвују због моћи у његовој крви. Давос открива захтев Ноћне страже за помоћ против Менса Рајдера; Станис се спрема да погуби Давоса због издаје, али се предомисли након што му Давос покаже молбу Ноћне страже.
Господар шапталица Варис и Тирионова љубавница Шаи лажно сведоче против Тириона на његовом суђењу. Принц Оберин Мартел, из јужног региона Дорна, нуди да заступа Тириона у суђењу борбом против Серсеиног изазивача, Грегора Клеганија, који је одговоран за смрт Оберинове сестре Елије. Оберин замало побеђује, али га Грегор на крају убије, иако отров на Обериновом копљу оставља Грегора да умре у агонији. Тирион је осуђен на смрт.
По повратку у Краљеву Луку, Џејми даје Бријени мач преправљен од наследног мача породице Старк и шаље је да пронађе Арју и Сансу и врати их кући. Џејми одбија да верује да је Тирион убио Џофрија и помаже Варису да га ослободи из затвора. Џејми открива да Тирионова прва супруга Тиша, за коју је Тивин наредио да је групно силује његов гарнизон, није била проститутка како му је Тивин рекао, и да је искрено волела Тириона. Огорчен, Тирион се заклиње да ће се осветити Џејмију, Серсеи и Тивину; током свог бекства, он убија и Шаи и Тивина пре него што побегне из Вестероса.
У Гнезду соколовом, Санса се представља као Малопрстићева ванбрачна ћерка, а Малопрстић и Лиза се венчавају. Лиза открива да ју је Малопрстић убедио да отрује свог покојног мужа Џона Ерина и да кривицу свали на Ланистере, што је био катализатор за догађаје из Игре престола. Лиза прети да ће убити Сансу, мислећи да покушава да заведе Малопрстића, али Малопрстић интервенише и, након што је открио да је одувек волео само Кејтлин, гура Лизу у њену смрт.

### Север
Одред Ноћне страже под лордом заповедником Џеором Мормонтом нападају немртви и Туђини, непријатељски настројена нељудска створења са далеког севера. Стража трпи тешке жртве, иако кућеуправитељ Семвел Тарли убија једног од Туђина оштрицом опсидијана. Убрзо се неки од Страже побуне и убијају Мормонта, али Сем бежи уз помоћ дивљанке Гили. Сем, Гили и Гилино новорођено дете долазе до Зида, уз помоћ чудне фигуре која јаше лоса, кога Сем назива Хладноруки. Међу мртвима је већина вишег руководства Страже.
Робовог брата Брена и његове пријатеље, пошто су избегли напад Болтонових на седиште Старкових, Зимоврел, воде на север Бренови снови о троокој врани. Код Зида, Сем их води до Хладноруког и враћа се у штаб Ноћне страже у Црном замку, заклевши се да ће чувати тајну да је Брен преживео чак и од Џона Снежног, Бреновог копилног полубрата.
Џон, на мисији да се инфилтрира међу дивљане, убеђује Менса да је дезертер из Ноћне страже и сазнаје да Туђини терају дивљане на југ према Зиду. Џон и његова отмичарка Игрит започињу љубавну везу. Након што је прешао Зид, Џон бежи од дивљана и враћа се у Црни замак. Војска дивљана која се приближава напада Црни замак; али Џон преузима команду над одбраном и одбија неколико напада, током којих је Игрит убијена. Након тога, преживеле вође Страже, Џенос Слинт и Алисер Торн, лажно оптужују Џона за издају и шаљу га северно од Зида да убије Менса под изговором преговора. Док Џон разговара са Менсом у дивљанском логору, Станисова војска стиже, разбијајући дивљане, а Менс је заробљен. Станис нуди да озакони Џона и учини га господаром Зимоврела у замену за његову подршку, али Џон одлучује да одбије његову понуду, а Ноћна стража га бира за свог новог лорда заповедника.

### Залив трговаца робовима
Денерис сазнаје да се велике армије робова могу купити у Астапору, једном од градова у Заливу трговаца робовима, и купује целу војску ратника-евнуха Неокаљаних нудећи у замену једног од својих малих змајева. Након исплате, Денерис наређује Неокаљанима и змају да се окрену против трговаца робљем и опљачкају град. Уз помоћ својих зрелих змајева, она ослобађа све робове Астапора, укључујући Неокаљане. Денерисина војска тада осваја робовласнички град Јункај; али господари суседног града Мирин антагонизују Денерис убијајући децу робове и спаљују земљу како би ускратили њене ресурсе. Сходно томе, Денерис безуспешно опседа град.
Денерис открива два издајника у свом логору: сер Џору Мормонта, који ју је шпијунирао за покојног краља Роберта, и сер Баристана Селмија, пониженог бившег лорда заповедника Краљеве гарде краља Роберта. Денерис нуди обојици прилику да се искупе тако што ће се ушуњати у Мирин како би ослободила робове и покренула устанак. Мирин убрзо пада и, у знак одмазде за убијену децу робове, Денерис убија градске владаре. Селми тражи Денерисин опроштај и постаје лорд заповедник њене Краљичине гарде, док Џора, који одбија да призна било какву неправду, бива прогнан. Када Денерис сазна да је савет који је оставила да управља Астапором збачен, она одлучује да остане у Мирину да сама влада њиме.

## Тачке гледишта
Свако поглавље се концентрише на ограничену тачку гледишта у трећем лицу једног лика; књига представља перспективу десет главних ликова, док пролог и епилог пружају мањи ликови. Наслови поглавља указују на перспективу.
- Пролог: Чет, човек из Ноћне страже
- Џејми Ланистер, краљеубица и лорд заповедник Краљеве гарде. Заробљен од стране Старкових.
- Џон Снежни, копиле лорда Едарда Старка, заклети брат Ноћне страже
- Кејтлин Старк од куће Тулија, удовица лорда Едарда Старка, мајка Роба Старка
- Тирион Ланистер, кепец, најмлађи син лорда Тивина Ланистера, брат Џејмија и Серсеи Ланистер
- Санса Старк, старија ћерка лорда Едарда и Кејтлин Старк
- Арја Старк, млађа ћерка лорда Едарда и Кејтлин Старк
- Брен Старк, син лорда Едарда и Кејтлин Старк, наследник Зимоврела и Севера
- Семвел Тарли, кукавички син лорда Рендила Тарлија, заклети брат Ноћне страже
- Давос Сиворт, витез и бивши кријумчар, у служби краља Станиса Баратеона
- Денерис Таргарјен, краљица Вестероса у изгнанству
- Епилог: Мерет Фреј, члан бројне породице Фреј